# Metrodor z Chios

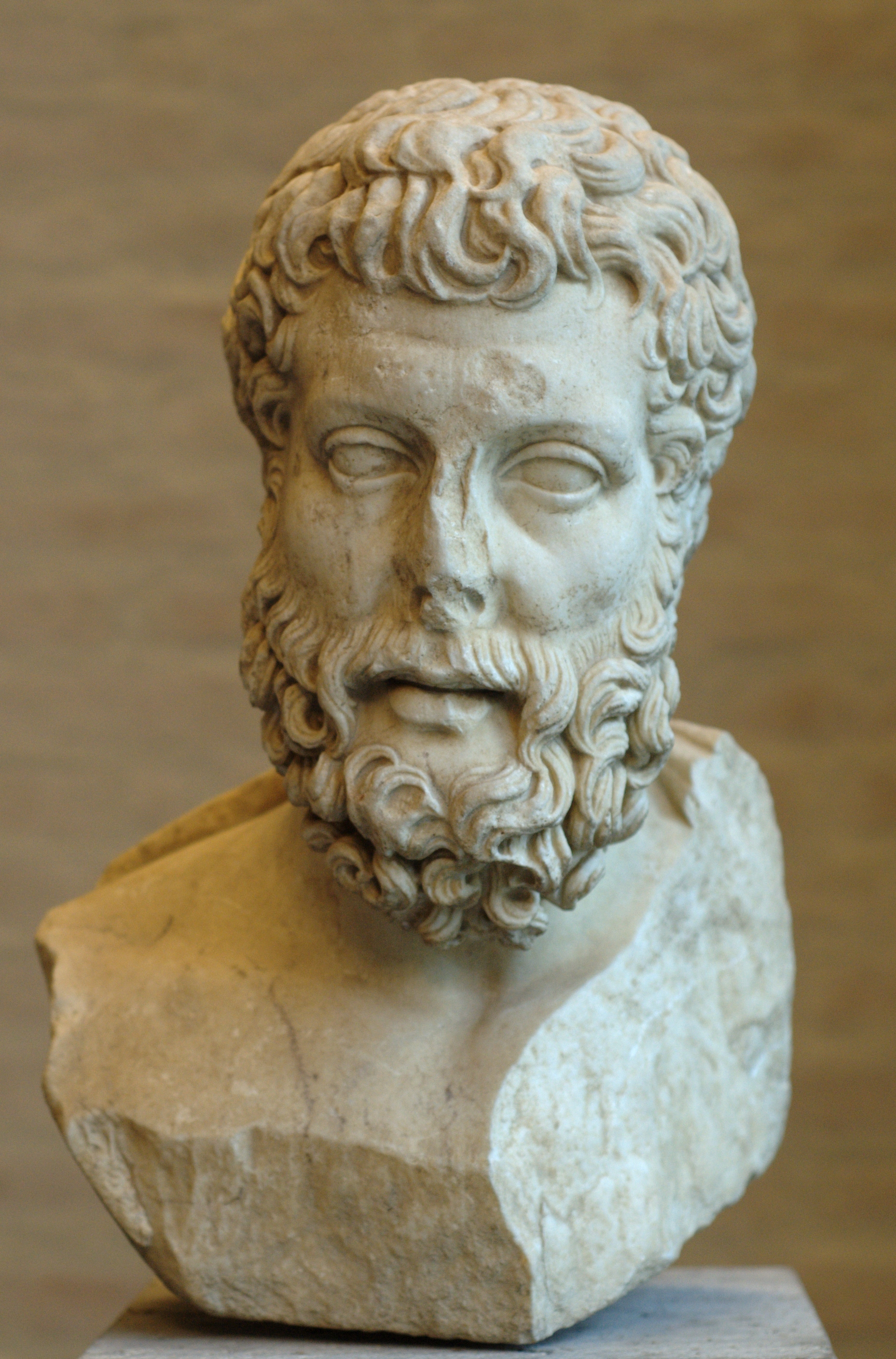
Popiersie Metrodora z Gliptoteki monachijskiej

Metrodor z Chios, gr. Μητρόδωρος ὁ Χῖος, Mētródōros (przełom  V i IV w. p.n.e.) – filozof grecki.
Był uczniem Demokryta z Abdery. Zachowało się kilka fragmentów jego dzieła Perí phýseōs (O przyrodzie).